# Wilde kameel
De wilde kameel (Camelus ferus) is een zoogdier uit de familie van de kameelachtigen (Camelidae). De wetenschappelijke naam van de soort werd in 1883 gepubliceerd door Nikolaj Przjevalski. De wilde kameel werd traditioneel beschouwd als de wilde voorouder van de gedomesticeerde Bactrische kameel (Camelus bactrianus), maar volgens een studie uit 2017 blijkt dit niet te kloppen.
De geslachtsnaam Camelus is Latijn voor kameel. De soortaanduiding ferus betekent wild. 

## Kenmerken
De vacht is beige tot donkerbruin. Het dier heeft een lange, bijna U-vormige nek, relatief kleine oren en twee bulten, die de conditie van het dier aanduiden: zijn de bulten opgericht, dan is het goed doorvoed. De brede voeten staan stevig op zand of sneeuw. De lichaamslengte bedraagt 250 tot 300 cm, de staartlengte 53 cm en het gewicht 450 tot 690 kg. Hij is lichter gebouwd dan de Bactrische kameel en heeft minder zwaar gebouwde bulten.

## Leefwijze
Dit dier verdraagt temperaturen van -29 tot 38 °C. Het kan dagen zonder water, maar drinkt daarna tot 110 liter water binnen een uur. Zijn voedsel bestaat uit gras, bladeren en struiken.

## Voortplanting
Mannetjes in de bronsttijd blazen hun wangen op, gooien de kop achterover en knarsetanden. De sterke hengsten vormen harems van 6 tot 30 vrouwtjes met jongen. De draagtijd duurt 406 dagen, waarna een jong wordt geworpen (zelden een tweeling), dat 1 tot 2 jaar gezoogd wordt. Vrouwtjes worden met 3 tot 4 jaar geslachtsrijp, mannetjes met 5 tot 6 jaar.

## Verspreiding
Deze soort komt slechts sporadisch voor in de halfwoestijnen en steppen in het Aziatische binnenland, met name China en Mongolië. 